# Пески (Волгоградская область)
Пески — посёлок в Николаевском районе Волгоградской области России. Входит в состав Совхозского сельского поселения.

## История
В 1966 г. Указом Президиума ВС РСФСР поселок фермы № 1 совхоза «Николаевский» переименован в Пески.

## Население
| 2010 |
| ---- |
| 14   |

## Инфраструктура
Было развито сельское хозяйство. Действовала ферма от совхоза «Николаевский»